# Erich Müller-Henning
Erich Müller-Henning (* 16. Mai 1906 in Lotsche, Kreis Gardelegen; † 12. August 1942) war ein deutscher Verwaltungsbeamter (NSDAP) und Landrat.
Müller-Henning studierte Jura. Seit 1930 war er Gerichtsreferendar, seit 1934 Gerichtsassessor. Er war seit 1936 im Reichsinnenministerium tätig. Zum 1. November 1929 trat er der NSDAP bei (Mitgliedsnummer 169.254), zuvor war er kurz Mitglied der DVP gewesen. Zwischen 1934 und 1937 übte er diverse Parteiämter aus, u. a. in Stade. Zudem war er Mitglied der SS. 1938 wurde er auf Vorschlag des preußischen Ministerpräsidenten zum Regierungsrat ernannt.
Nach vorheriger Tätigkeit in Berlin wurde er 5. April 1939 als Nachfolger von Helmut Lambert Landrat des Kreises Hameln-Pyrmont, zunächst  kommissarisch, endgültig vom 21. Juni 1940 an. Müller-Henning wurde ab April 1941 zweimal zur Wehrmacht eingezogen. Von 1941 bis Februar 1942 vertrat ihn während seiner Abwesenheit der im Ruhestand befindliche Richard Seebohm als Landrat. Nach der letzten Einberufung Müller-Hennings im März 1942 übernahm der Landrat des Nachbarkreises Springe, Georg Mercker, die Amtsgeschäfte. Fünf Monate später starb Müller-Henning als Feldwebel eines Panzerpionier-Bataillons an der Ostfront.